# 제네바
제네바(영어: Geneva, 프랑스어: Genève 주네브[*], 독일어: Genf 겐프[*], 이탈리아어: Ginevra 지네브라[*], 로만슈어: Genevra 제네브라)는 스위스에서 두 번째로 인구가 많은 도시이다. 레만 호에서 론 강이 흘러나오는 곳에 자리하고 있다. 제네바 주의 주도로 인구는 275,290명(2013년 8월)이며, 면적은 15.93km2이다. 유엔의 유럽 본부를 비롯해 국제적십자 본부, 국제경제기구 등 22개의 국제 기구와 250개 이상의 비정부 기구가 제네바에 위치해 있다. 제네바의 유엔 본부는 세계에서 가장 국제 외교활동이 활발한 곳이며 세계에서 가장 많은 수의 회의들이 제네바에서 개최되고있다. 종교개혁자 장 칼뱅의 종교개혁으로 유명하다. 자매 도시로는 아르헨티나 부에노스아이레스와 프랑스 파리 등이 있으며 취리히와 함께 세계에서 가장 살기 좋은 환경의 도시도 꼽힌다. 공식언어는 프랑스어다.

## 역사
제네바는 켈트족의 일파인 알로브로게스족(Allobroges)의 한 정착촌의 이름이었다. 라틴어로 게나바(Genava) 또는 게누아(Genua)라는 지명은 율리우스 카이사르의 《갈리아 전기》에 처음 나타난다. 기원전 121년 로마 제국의 갈리아 나르보넨시스 주에 통합되었다. 9세기에는 부르군트(부르고뉴)의 수도가 되었다. 부르군트족, 프랑크족, 신성 로마 제국이 제네바를 놓고 다퉜지만 실질적으로 제네바를 다스리는 이들은 제네바의 주교들이었다. 16세기에는 장 칼뱅을 비롯한 종교개혁가들의 노력으로 제네바는 개신교의 중심지가 되어 '개신교의 로마'라는 별명을 얻었다.
에스칼라드(l'Escalade, '기어올라감'을 뜻함)는 제네바 역사에서 가장 중요한 사건 가운데 하나이다. 사보이아 왕가는 16세기 내내 부유한 도시국가 제네바(아직 구스위스 연방에 가입하지 않은 상태의 제네바)를 정복하여 개신교 세력을 꺾고 알프스 산맥 북쪽의 수도로 삼으려고 수차례 침공을 시도하였다. 마지막으로 1602년 12월 11일-12일 밤 제네바를 기습 공격했는데 일부 병력이 성벽을 기어올라가 제네바 성 내부에 진입, 안으로부터 문을 열 계획이었지만 보초들에게 발각되고, 제네바군과 시민들은 사보이아 군을 격퇴하였다. 에스칼라드는 제네바 주민들에게 독립의 상징이다. 제네바에서는 해마다 12월 11일에 가까운 주말에 에스칼라드 축제를 벌인다.
1815년에는 스위스의 칸톤(정식으로는 '제네바 칸톤 및 공화국')이 되었다. 전쟁 시 부상자 보호를 위한 첫 번째 제네바 협정은 1864년 맺어졌다.

## 지리

### 지형
제네바는 북위 46°12', 동경 6°09', 론 강의 흐르는 제네바 호수 남서쪽 끝에 위치하고 있다. 그것은 각각 쥐라에 속하는 3개의 산맥으로 둘러싸여 있다. 쥐라산맥은 북서쪽으로, 부아슈 산맥이 남쪽으로, 살레브가 남동쪽으로 있다.

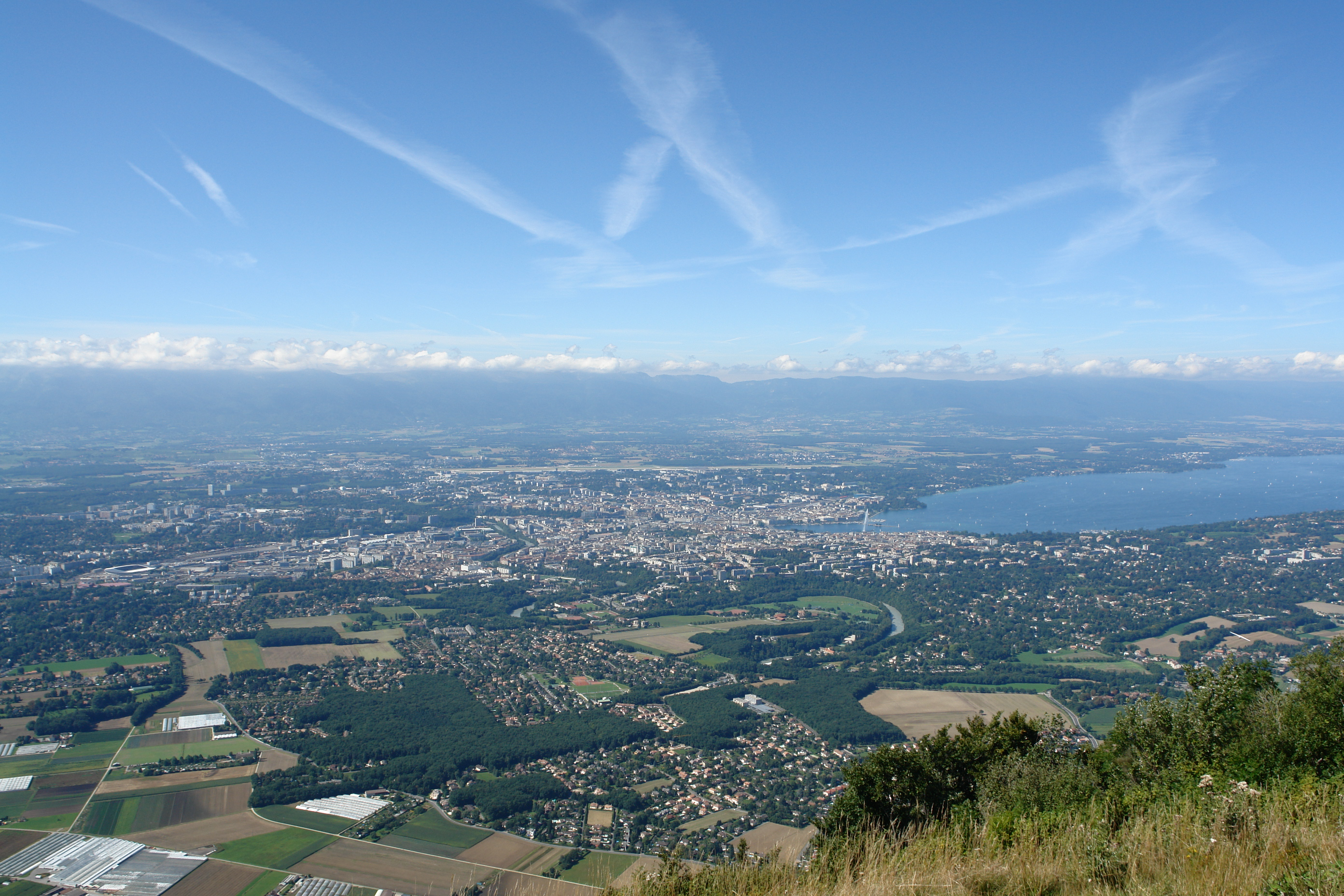
프랑스의 쌀레브에서 본 제네바 지역

도시의 면적은 15.93k㎡이고, 주의 면적은 282k㎡이다. 제네바에 연결된 호수 부분의 면적은 38k㎡이며 때로는 쁘띠 락 (작은 호수)이라고도 한다. 이 주는 스위스의 나머지 지역과 4.5km 길이의 국경을 가지고 있다. 107.5km의 국경 중 103개는 프랑스, 북쪽과 서쪽으로는 앵, 남쪽과 동쪽으로는 오트사부아주와 공유된다.
도시의 토지 중 0.24k㎡(1.5%)가 농업용으로 사용되는 반면 0.5k㎡(3.1%)는 삼림으로 이루어져 있다. 나머지 토지인 14.63k㎡(91.8%)는 건설(건물 또는 도로), 0.49k㎡(3.1%)는 강 또는 호수, 0.02k㎡(0.1%)는 황무지이다.

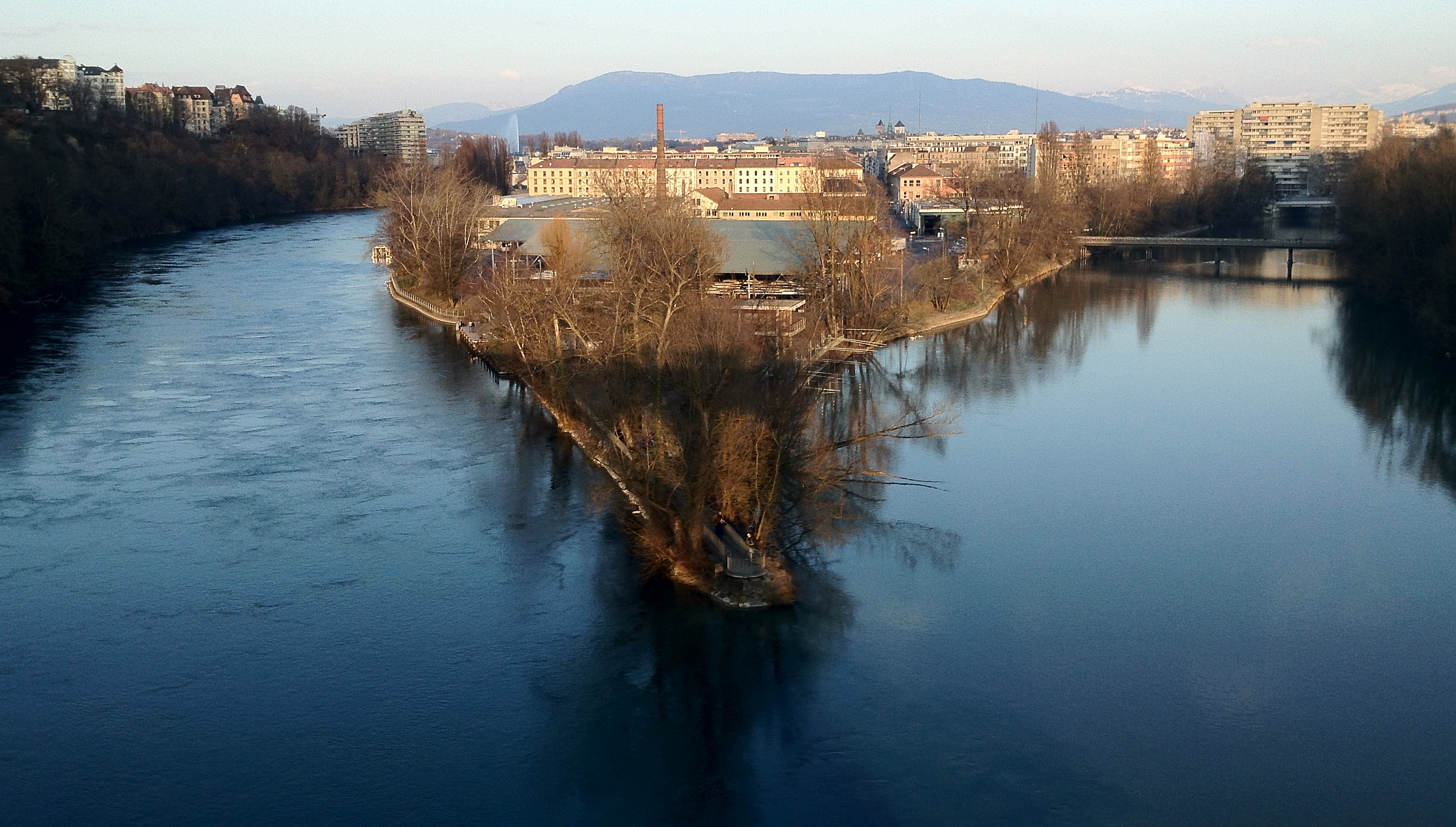
론강과 아르브강과 합류 지점

건설 면적 중 공업용 건물이 3.4%, 주택과 건물이 46.2%, 교통 기반 시설이 25.8%, 공원, 녹지 및 운동장이 15.7%를 차지했다. 농경지의 0.3%는 작물 재배에 사용된다. 시정촌의 물 중 0.2%는 호수로 구성되어 있고 2.9%는 강과 시내로 구성되어 있다.
제네바의 고도는 373.6m이며 마지막 빙하기부터 시작된 호수에서 나온 두 개의 큰 암석인 넵푼의 돌에 가장 큰 고도에 해당한다. 이 암석은 기욤 앙리 뒤푸르 장군이 스위스 측량의 기준점으로 선택했다. 제네바의 두 번째 주요 강은 아르브강이며, 이 강은 도심의 바로 서쪽에 있는 론강으로 흐른다. 몽블랑은 제네바에서 볼 수 있으며, 도시에서 차로 1시간 거리에 있다.

### 기후
제네바의 기후는 온대 기후, 보다 구체적으로 서안 해양성 기후(쾨펜의 기후 구분 Cfb)이다. 겨울은 시원하며, 일반적으로 밤에는 약간의 서리가 내리고, 낮에는 해빙 상태가 된다. 여름은 비교적 따뜻한다. 가을은 다른 계절보다 약간 습하지만, 강수는 적절하고 일년 내내 비교적 잘 분포되어 있다. 레만호 근처의 얼음 폭풍은 겨울에 흔한 현상이다. 제네바는 북동풍인 비제의 영향을 받을 수 있다. 이것은 겨울에 심각한 결빙으로 이어질 수 있다.
여름에는 많은 사람들이 호수에서 수영을 하고 제네바 비치(Genève Plage) 및 벵데파퀴(Bains des Pâquis)와 같은 공공 해변을 이용한다. 도시는 특정 해에 추운 달에 눈을 내린다. 인근 산은 눈이 많이 내리기 때문에 스키를 타기에 적합하다. 베르비에 및 크랑-몬타나와 같은 많은 세계적으로 유명한 스키 리조트는 차로 3시간 이내의 거리에 있다. 프랑스 국경 바로 건너편에 있는 쌀레브산(1,379m)은 도심에서 남쪽 전망을 지배하며, 알프스 산맥의 가장 높은 몽블랑은 도시 대부분에서 볼 수 있으며, 샤모니 위로 높이 솟아 있다. 모르진(Morzine), 르 그랑 보르농(Le Grand Bornand), 라 클루사(La Clusaz) 및 사모엥(Samoens), 모리용(Morillon), 플렌(Flaine)과 같은 대산괴의 리조트와 함께 제네바에서 가장 가까운 프랑스 스키 목적지이다.
2000년에서 2009년까지 10년 동안 평균 연간 기온은 11°C였으며, 연간 평균 일조 시간은 2003년이었다.
제네바-쿠엥트렝에서 기록된 최고 온도는 2015년 7월에 39.7°C였으며, 기록된 최저 온도는 1956년 2월에 -20.0°C였다.
| 제네바 (제네바 공항)의 기후                                           | 제네바 (제네바 공항)의 기후 | 제네바 (제네바 공항)의 기후 | 제네바 (제네바 공항)의 기후 | 제네바 (제네바 공항)의 기후 | 제네바 (제네바 공항)의 기후 | 제네바 (제네바 공항)의 기후 | 제네바 (제네바 공항)의 기후 | 제네바 (제네바 공항)의 기후 | 제네바 (제네바 공항)의 기후 | 제네바 (제네바 공항)의 기후 | 제네바 (제네바 공항)의 기후 | 제네바 (제네바 공항)의 기후 | 제네바 (제네바 공항)의 기후 |
| 월                                                                    | 1월                         | 2월                         | 3월                         | 4월                         | 5월                         | 6월                         | 7월                         | 8월                         | 9월                         | 10월                        | 11월                        | 12월                        | 연간                        |
| --------------------------------------------------------------------- | --------------------------- | --------------------------- | --------------------------- | --------------------------- | --------------------------- | --------------------------- | --------------------------- | --------------------------- | --------------------------- | --------------------------- | --------------------------- | --------------------------- | --------------------------- |
| 역대 최고 기온 °C (°F)                                                | 17.3 (63.1)                 | 20.6 (69.1)                 | 24.9 (76.8)                 | 27.5 (81.5)                 | 33.8 (92.8)                 | 36.5 (97.7)                 | 39.7 (103.5)                | 39.3 (102.7)                | 34.8 (94.6)                 | 27.3 (81.1)                 | 23.2 (73.8)                 | 20.8 (69.4)                 | 39.7 (103.5)                |
| 일평균 최고 기온 °C (°F)                                              | 5.1 (41.2)                  | 7.0 (44.6)                  | 11.8 (53.2)                 | 15.9 (60.6)                 | 20.1 (68.2)                 | 24.2 (75.6)                 | 26.7 (80.1)                 | 26.2 (79.2)                 | 21.1 (70.0)                 | 15.5 (59.9)                 | 9.3 (48.7)                  | 5.6 (42.1)                  | 15.7 (60.3)                 |
| 일일 평균 기온 °C (°F)                                                | 2.1 (35.8)                  | 2.9 (37.2)                  | 6.7 (44.1)                  | 10.5 (50.9)                 | 14.5 (58.1)                 | 18.4 (65.1)                 | 20.6 (69.1)                 | 20.0 (68.0)                 | 15.7 (60.3)                 | 11.3 (52.3)                 | 6.0 (42.8)                  | 2.8 (37.0)                  | 11.0 (51.8)                 |
| 일평균 최저 기온 °C (°F)                                              | −1.1 (30.0)                 | −1.1 (30.0)                 | 1.7 (35.1)                  | 5.0 (41.0)                  | 9.1 (48.4)                  | 12.7 (54.9)                 | 14.6 (58.3)                 | 14.2 (57.6)                 | 10.7 (51.3)                 | 7.2 (45.0)                  | 2.6 (36.7)                  | −0.2 (31.6)                 | 6.3 (43.3)                  |
| 역대 최저 기온 °C (°F)                                                | −19.9 (−3.8)                | −20.0 (−4.0)                | −13.3 (8.1)                 | −5.2 (22.6)                 | −2.2 (28.0)                 | 1.3 (34.3)                  | 3.0 (37.4)                  | 4.9 (40.8)                  | 0.2 (32.4)                  | −4.7 (23.5)                 | −10.9 (12.4)                | −17.0 (1.4)                 | −20.0 (−4.0)                |
| 평균 강수량 mm (인치)                                                 | 73 (2.9)                    | 56 (2.2)                    | 62 (2.4)                    | 67 (2.6)                    | 78 (3.1)                    | 83 (3.3)                    | 79 (3.1)                    | 81 (3.2)                    | 91 (3.6)                    | 96 (3.8)                    | 89 (3.5)                    | 90 (3.5)                    | 946 (37.2)                  |
| 평균 강설량 cm (인치)                                                 | 8 (3.1)                     | 5 (2.0)                     | 2 (0.8)                     | 0 (0)                       | 0 (0)                       | 0 (0)                       | 0 (0)                       | 0 (0)                       | 0 (0)                       | 0 (0)                       | 3 (1.2)                     | 5 (2.0)                     | 23 (9.1)                    |
| 평균 강수일수 (≥ 1.0 mm)                                              | 9.5                         | 7.9                         | 8.2                         | 8.6                         | 10.2                        | 9.1                         | 8.1                         | 7.8                         | 8.3                         | 9.7                         | 9.9                         | 10.3                        | 107.6                       |
| 평균 강설일수 (≥ 1.0 cm)                                              | 2.0                         | 1.5                         | 0.8                         | 0.1                         | 0.0                         | 0.0                         | 0.0                         | 0.0                         | 0.0                         | 0.0                         | 0.8                         | 1.8                         | 7.0                         |
| 평균 상대 습도 (%)                                                    | 81                          | 75                          | 68                          | 65                          | 68                          | 66                          | 64                          | 67                          | 73                          | 80                          | 82                          | 82                          | 73                          |
| 평균 월간 일조시간                                                    | 61                          | 96                          | 161                         | 187                         | 212                         | 246                         | 269                         | 242                         | 184                         | 116                         | 65                          | 48                          | 1,887                       |
| 가능 일조율                                                           | 25                          | 38                          | 50                          | 51                          | 50                          | 57                          | 62                          | 62                          | 56                          | 40                          | 27                          | 21                          | 48                          |
| 출처 1: 스위스 연방 기상청 (평년값: 1991년~2020년, 극값: 1901년~현재) |                             |                             |                             |                             |                             |                             |                             |                             |                             |                             |                             |                             |                             |
| 출처 2: 네덜란드 왕립 기상연구소                                      |                             |                             |                             |                             |                             |                             |                             |                             |                             |                             |                             |                             |                             |

## 인구통계

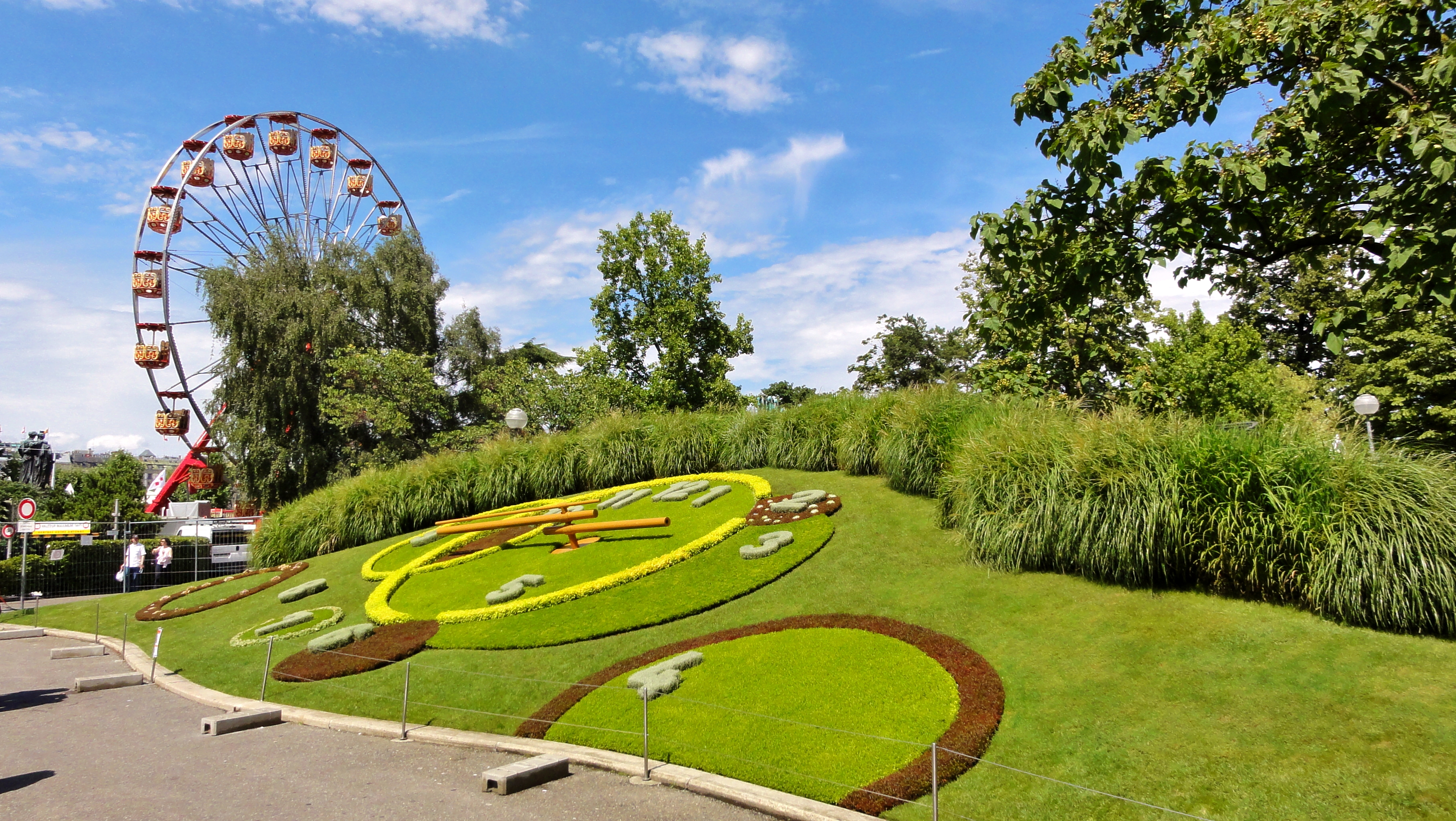
2012년 축제 동안 귀장 장군 부둣가의 꽃시계

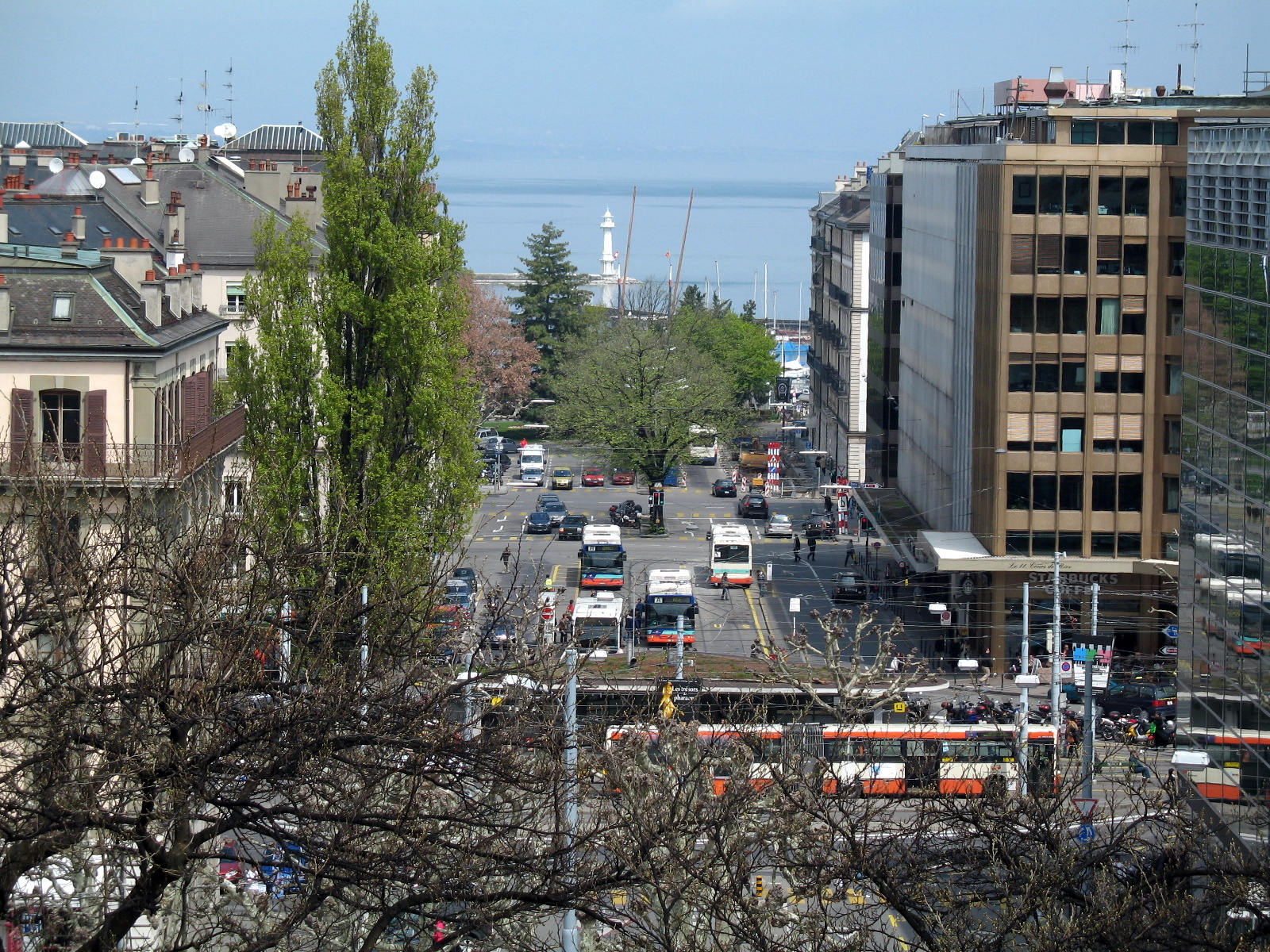
제네바의 피에르 파시오 거리

2020년 12월 기준, 제네바의 인구는 203,856명이다. 제네바시는 프랑스어로 제네바 광역권으로 알려진 제네바 대도시 지역의 중심에 있다. 광역제네바에는 제네바주, 보주의 니옹 지구, 프랑스 오트사부아주의 여러 지역이 포함된다. 2011년 제네바 광역권에는 915,000명의 주민이 있었으며, 그중 3분의 2는 스위스 땅에, 3분의 1은 프랑스 땅에 살았다. 제네바 수도권은 연간 1.2%의 꾸준한 인구 성장을 경험하고 있으며 제네바 광역권의 응집 인구는 가까운 장래에 총 100만 명에 도달할 것으로 예상된다.
제네바(시와 주)의 공식 언어는 프랑스어이다. 영어는 또한 국제기관과 은행 부문에서 일하는 많은 수의 글로폰 주재자와 외국인으로 인해 일반적이다. 2000년 기준으로 인구의 128,622명(72.3%)가 프랑스어를 모국어로 사용하며, 영어는 7,853명(4.4%)으로 두 번째로 많이 사용되는 언어이다. 7,462명(4.2%)의 주민이 스페인어를 구사하고, 7,320명(4.1%)이 이탈리아어를 구사하며, 7,050명(4.0%)이 독일어를 구사하며, 113명이 로만슈어를 구사한다. 1960년대와 1980년대의 이민 흐름의 결과로, 포르투갈어 또한 상당한 인구에 의해 사용된다.
제네바시는 2013년 기준으로 인구의 48%가 외국인 거주자이다. 최대 규모의 외국인 거주자 그룹 목록은 주 개요를 참조. 지난 10년(1999-2009년) 동안 인구는 7.2%의 비율로 변화했다. 이주로 인한 비율은 3.4%, 출생 및 사망으로 인한 비율은 3.4%이다.
2008년 기준으로 인구의 성별 분포는 남성 47.8%, 여성 52.2%이다. 인구는 46,284명의 스위스 남성(인구의 24.2%)과 45,127명의 비스위스계 남성(23.6%)으로 구성되었다. 스위스 여성은 5만 6,091명(29.3%), 비스위스계 여성은 4만 3,735명(22.9%)이었다. 2000년 기준으로 자치체 인구의 약 24.3%가 2000년 - 43,296년 동안 제네바에서 태어나 그곳에서 살았다. 같은 주에서 태어난 11,757명(6.6%), 스위스 다른 지역에서 태어난 27,359명(15.4%), 스위스 외 지역에서 태어난 77,893명(43.8%)이다.
2008년에는 스위스 시민이 1,147명, 비스위스계 시민이 893명이었고, 같은 기간 동안 스위스 시민이 1,114명, 비스위스계 시민이 274명 사망했다. 이민과 이주를 무시하면 스위스 시민의 인구는 33명이 증가했고, 외국인 인구는 619명이 증가했다. 스위스에서 이주한 스위스 남성은 465명, 스위스 여성은 498명이었다. 동시에 다른 나라에서 스위스로 이민을 온 2,933명의 비스위스계 남성과 2,662명의 비스위스계 여성이 있었다. 2008년 전체 스위스 인구 변화(시 경계를 넘는 이동을 포함한 모든 출처에서)는 135명이 증가했고, 비스위스계 인구는 3,181명이 증가했다. 이는 1.8%의 인구 증가율을 나타낸다.
2000년 기준으로 아동·청소년(0~19세)이 18.2%, 성인(20~64세)이 65.8%, 노인(64세 이상)이 16%를 차지하고 있다.
2000년 기준으로 78,666명의 미혼이며 시정촌에서 결혼한 적이 없다. 기혼자는 74,205명, 미망인은 10,006명, 이혼한 사람은 15,087명이었다.
2000년 기준으로 시정촌의 개인가구는 86,231세대로 가구당 평균 1.9명이다. 1인 가구가 44,373가구, 5인 이상 가구가 2,549가구였다. 총 89,269가구 중 49.7%가 1인 가구이며, 부모와 동거하는 성인은 471명이다. 나머지 가구 중 자녀가 없는 부부는 17,429쌍, 자녀가 있는 부부는 16,607쌍이다. 자녀가 있는 편부모는 5,499명이었다. 혈연관계가 없는 사람이 1,852가구, 기관이나 집단주택이 3,038가구였다.

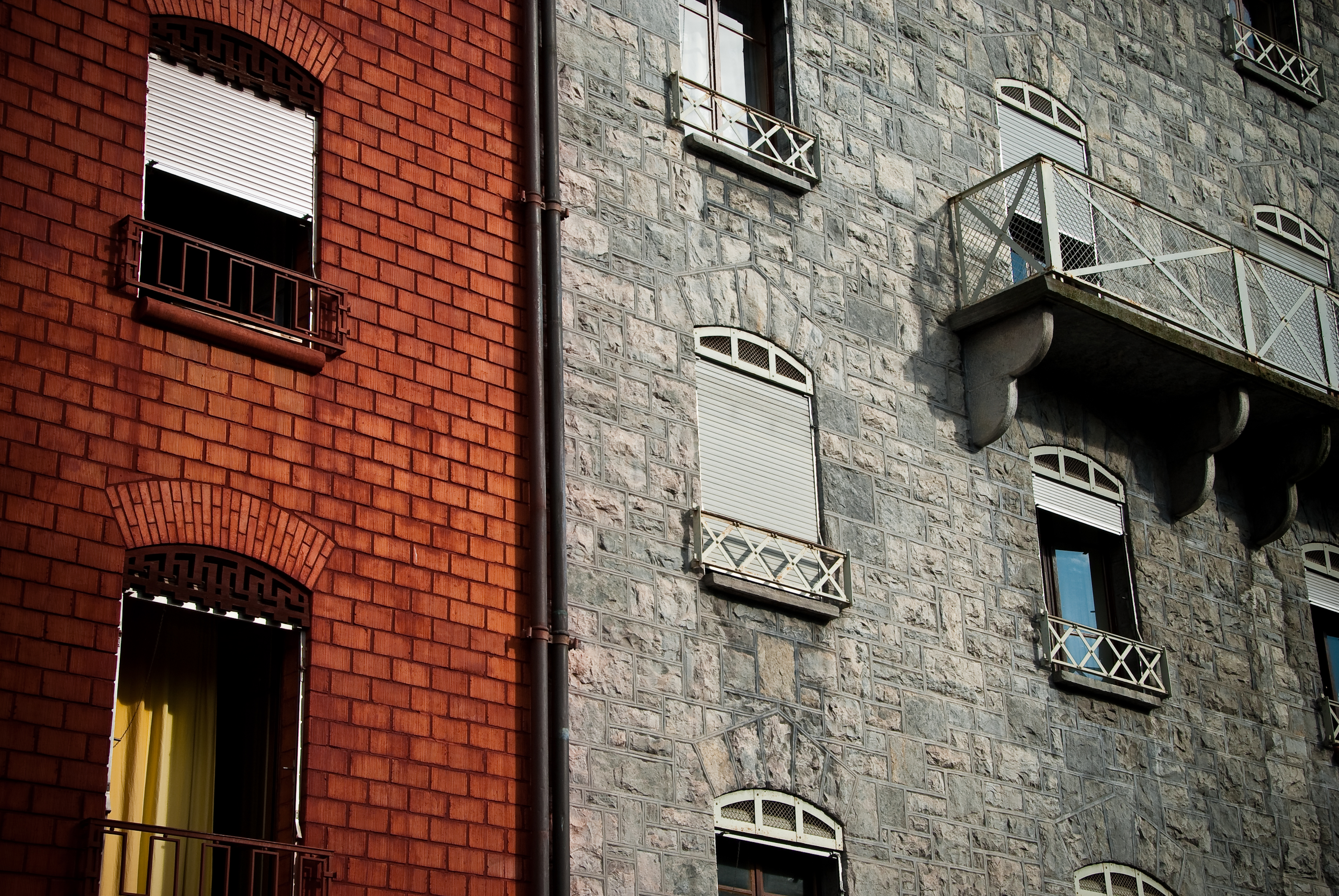
아파트 건물, Quartier des Grottes

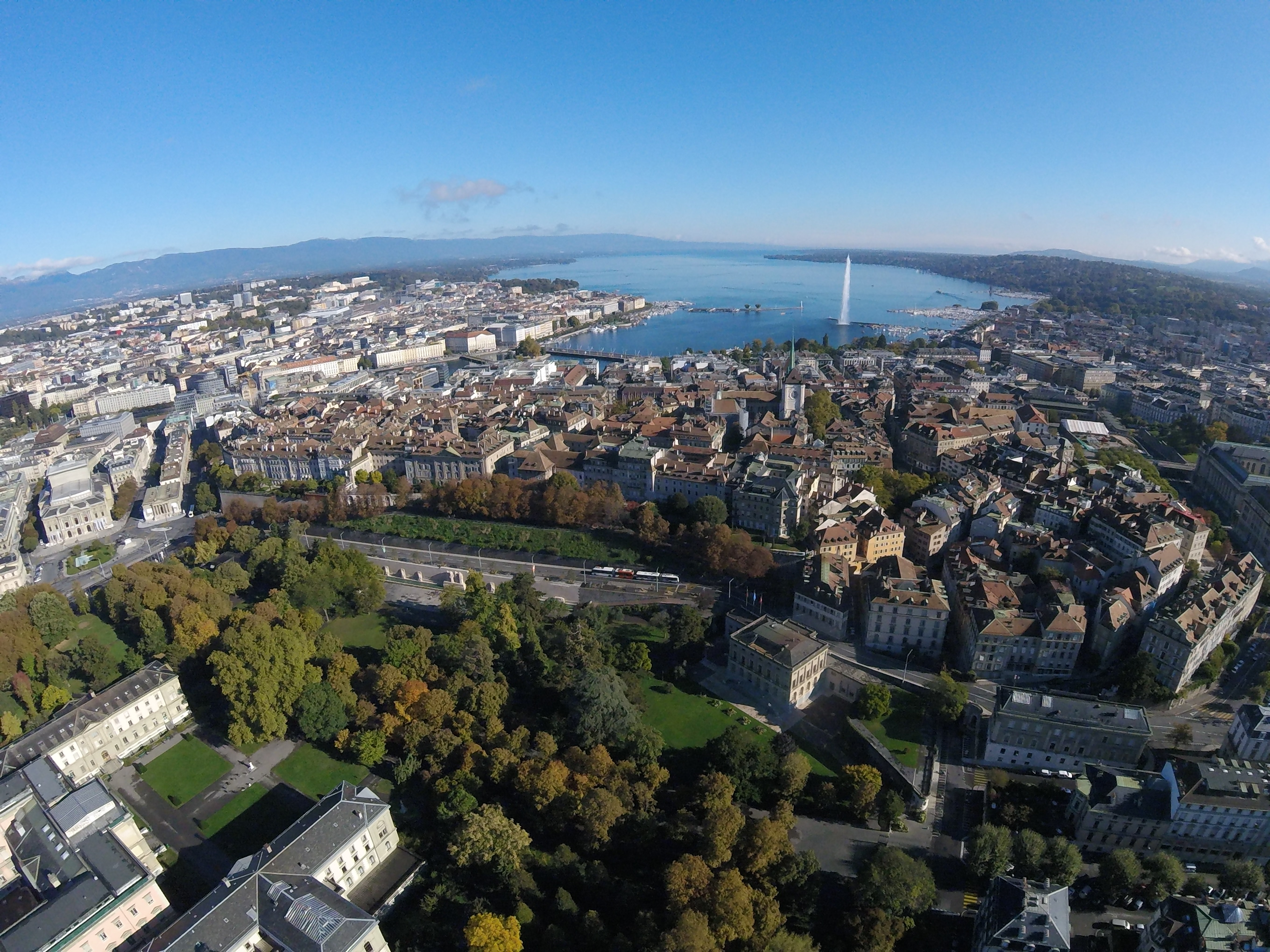
제네바, 배경은 제네바호

2000년 기준 단독주택은 총 6,990호 중 743호(전체의 10.6%)였다. 다가구주택은 2,758동(39.5%), 주거용으로 주로 사용되는 복합동은 2,886동(41.3%), 기타 용도(상업, 공업)가 603동(8.6%)이었다. 단독주택 중 1919년 이전에 197채, 1990년에서 2000년 사이에 20채가 지어졌다. 1919년부터 1945년 사이에 가장 많은 단독주택(277채)이 건설되었다.
2000년에는 101,794개의 아파트가 시정촌에 있었다. 가장 일반적인 아파트 크기는 3개의 방이었고, 그중 27,084개가 있었다. 1인실 아파트는 21,889채, 5실 이상 아파트는 11,166채였다. 이 중 상시 분양 아파트는 8만5330세대(전체의 83.8%), 성수기 분양 아파트는 1만3644세대(13.4%), 공실은 2820세대(2.8%)였다. 2009년 기준 신규주택 건설률은 인구 1,000명당 1.3세대였다.
2003년 기준으로, 제네바의 평균 아파트 임대료는 월 1163.30 스위스 프랑 (CHF)이었다. (2003년부터 US$930, £520, €740 약 환율) 방 1개짜리 아파트의 평균 가격은 641.60 CHF(US$510, £290, €410)였고, 방 2개짜리 아파트는 약 874.46 CHF(US$700, £390, €560), 방 3개짜리 아파트는 약 1126.37 CHF(US$900, £510, €720) 및 6개 이상의 방 아파트 비용은 평균 2691.07 CHF(US $2,150, £1210, €1720)이다. 제네바의 평균 아파트 가격은 전국 평균 1116CHF의 104.2%였다. 2010년 제네바의 공실률은 0.25%였다.
2011년 6월, 제네바와 그 주변의 아파트 평균 가격은 평방미터당 13,681CHF였다. 평균은 고급 아파트의 경우 평방 미터(11제곱피트)당 17,589 스위스 프랑 (CHF)이고 오래되거나 기본 아파트의 경우 9,847 스위스 프랑(CHF)이다. 제네바 및 그 주변 주택의 경우 평균 가격은 평방미터당 11,595 스위스 프랑(CHF)이었고(2011년 6월) 평방미터당 최저 가격은 4,874 스위스 프랑(CHF)이었다. 최대 가격은 21,966 스위스 프랑(CHF)이다.

### 과거인구
윌리엄 몬터는 이 도시의 총인구가 1550년에 12,000-13,000명이었고, 1560년에는 25,000명 이상으로 두 배가 되었다고 계산한다.
역사적 인구는 다음 차트에 나와 있다.
| 과거 인구 자료 | 과거 인구 자료 | 과거 인구 자료 | 과거 인구 자료 | 과거 인구 자료 | 과거 인구 자료 | 과거 인구 자료 | 과거 인구 자료 | 과거 인구 자료 | 과거 인구 자료 | 과거 인구 자료 | 과거 인구 자료 |
| 년도           | 전체 인구      | 독일어         | 프랑스어       | 가톨릭         | 개신교         | 기타           | 유대교         | 이슬람         | 무교           | 스위스계       | 비스위스계     |
| -------------- | -------------- | -------------- | -------------- | -------------- | -------------- | -------------- | -------------- | -------------- | -------------- | -------------- | -------------- |
| 1850           | 37,724         |                |                | 11,123         | 26,446         |                |                |                |                | 29,203         | 8,521          |
| 1870           | 60,004         |                |                | 27,092         | 35,064         |                |                |                |                | 39,012         | 24,507         |
| 1888           | 75,709         | 10,806         | 61,429         | 32,168         | 41,605         | 1,330          | 654            |                |                | 47,482         | 28,227         |
| 1900           | 97,359         | 11,703         | 77,611         | 44,958         | 49,875         | 1,918          | 1,055          |                |                | 58,376         | 38,983         |
| 1910           | 115,243        | 14,566         | 86,697         | 53,248         | 55,474         | 4,267          | 2,170          |                |                | 67,430         | 47,813         |
| 1930           | 124,121        | 18,717         | 93,058         | 49,531         | 66,016         | 4,584          | 2,224          |                |                | 92,693         | 31,428         |
| 1950           | 145,473        | 20,603         | 111,314        | 58,556         | 74,837         | 6,164          | 2,642          |                |                | 118,863        | 26,610         |
| 1970           | 173,618        | 19,657         | 111,553        | 90,555         | 65,393         | 22,591         | 3,128          | 959            | 6,164          | 115,107        | 58,511         |
| 1990           | 171,042        | 9,610          | 112,419        | 79,575         | 34,492         | 39,227         | 2,444          | 4,753          | 29,747         | 98,812         | 72,230         |
| 2000           | 177,964        | 7,050          | 128,622        | 66,491         | 26,020         | 34,972         | 2,601          | 8,698          | 41,289         | 99,935         | 78,029         |

### 종교
2000년 인구조사에 따르면 가톨릭 신자는 66,491명(인구의 37.4%), 무교 또는 불가지론자 또는 무신론자는 41,289명(23.20%), 스위스 개혁 교회는 24,105명(13.5%)이었고, 무슬림은 8,698명(4.89%)이었다. 그 외에 정교회 교인이 3,959명 (2.22%), 크리스찬 가톨릭 교회 교인이 220명(인구의 약 0.12%), 다른 교인이 2,422명(1.36%), 유대인이 2,601명(1.46%)이었다. 불교도 707명, 힌두교 474명, 타교회 423명이었다. 26,575명의 응답자(14.93%)가 질문에 대답하지 않았다.
2012년 스위스 연방 통계청의 통계에 따르면 인구의 49.2%가 기독교인이며, 34.2%가 가톨릭, 8.8%가 스위스 개혁파(제네바 개신교에서 조직), 6.2%가 기타 기독교인(대부분 다양한 기타 개신교)로 나뉜다. 제네바인 38%는 비종교인이며, 6.1%는 이슬람교도이고, 1.6%는 유대인이다.
제네바는 역사적으로 개신교 도시로 간주되어 왔으며, 장 칼뱅, 기욤 파렐, 테오도르 드 베즈 및 기타 개신교 개혁가들의 고향이었기 때문에 개신교도의 로마(Protestant Rome)로 알려졌다. 지난 세기 동안 프랑스와 가톨릭이 우세한 다른 국가들로부터의 상당한 이민과 일반 세속화로 인해 종교 지형이 바뀌었다. 그 결과 2000년에는 개신교보다 3배 많은 로마 카톨릭 신자가 도시에 살았지만, 많은 주민들은 어느 쪽에도 속하지 않았다. 제네바는 로잔, 제네바 및 프리부르의 로마 가톨릭 교구의 일부를 형성한다.
세계 교회 협의회와 루터교 세계 연맹은 모두 제네바의 그랑사코네에 있는 에큐메니칼 센터에 본부를 두고 있다. 1948년부터 2013년까지 전 세계적으로 8천만 명 이상의 사람들을 모으는 장로교, 대륙 개혁 교회, 회중 교회 및 기타 칼빈주의 교회의 세계적인 조직인 세계 개혁 교회 공동체가 1948년부터 2013년까지 이곳에 있었다. 세계개혁교회협의회 집행위원회는 스위스 제네바에서 에큐메니칼 조직를 운영하는 데 많은 비용이 든다는 이유를 들어, 2012년 근무처들을 독일 하노버로 이전하기로 투표했다. 그 이전은 2013년에 완료되었다. 마찬가지로 유럽 교회 총회는 본부를 제네바에서 브뤼셀로 이전했다.

## 문화

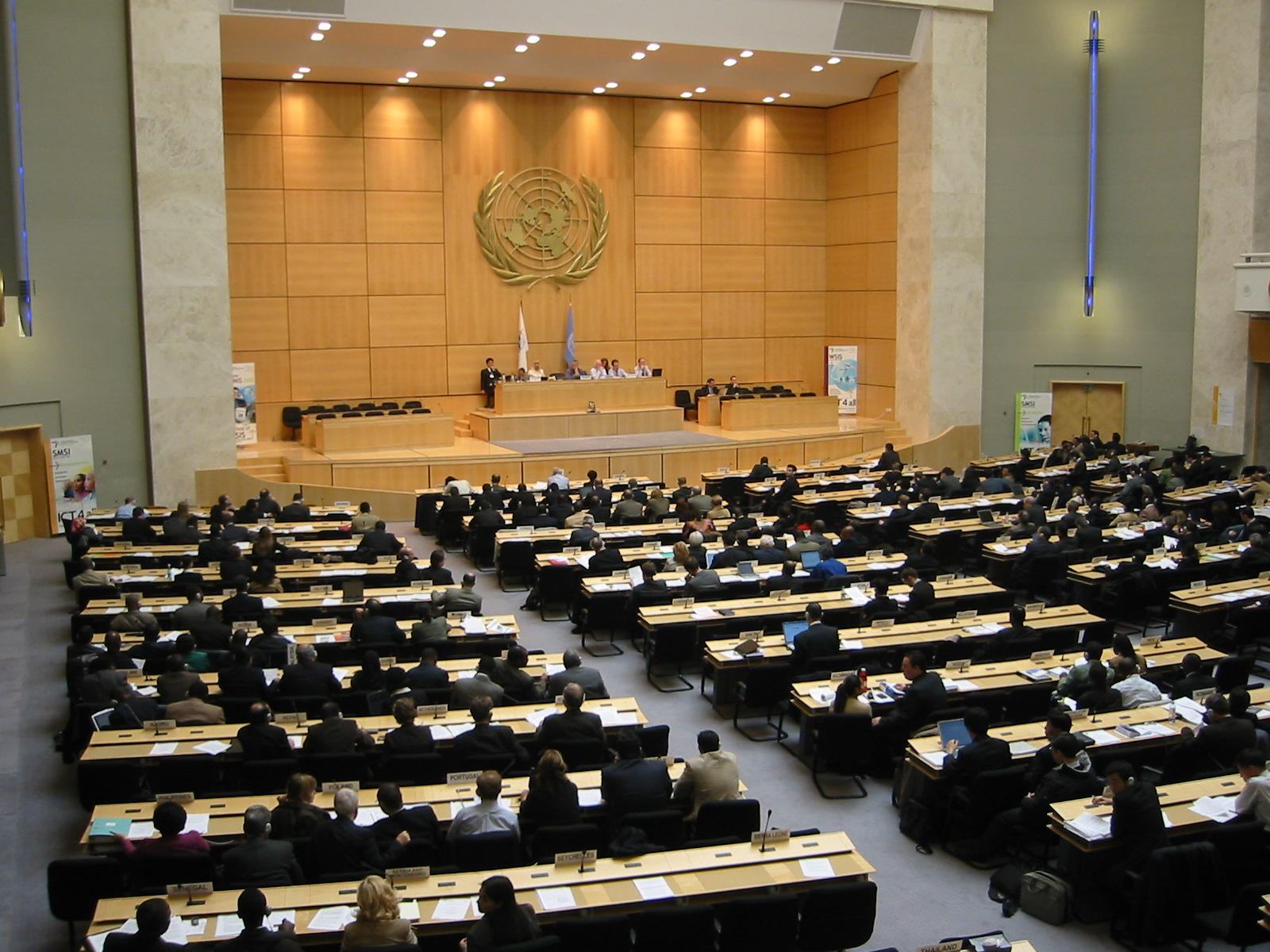
UN 본부

제네바의 명소로는 꽃시계, 미술·역사 박물관, 국제 적십자·적신월 박물관, 그리고 유엔의 유럽 본부인 팔레데나시옹(Palais des Nations)을 들 수 있다. 140m의 높이로 솟아오르는 레만호의 분수(Jet d'Eau)는 제네바의 상징과도 같다.

## 교육

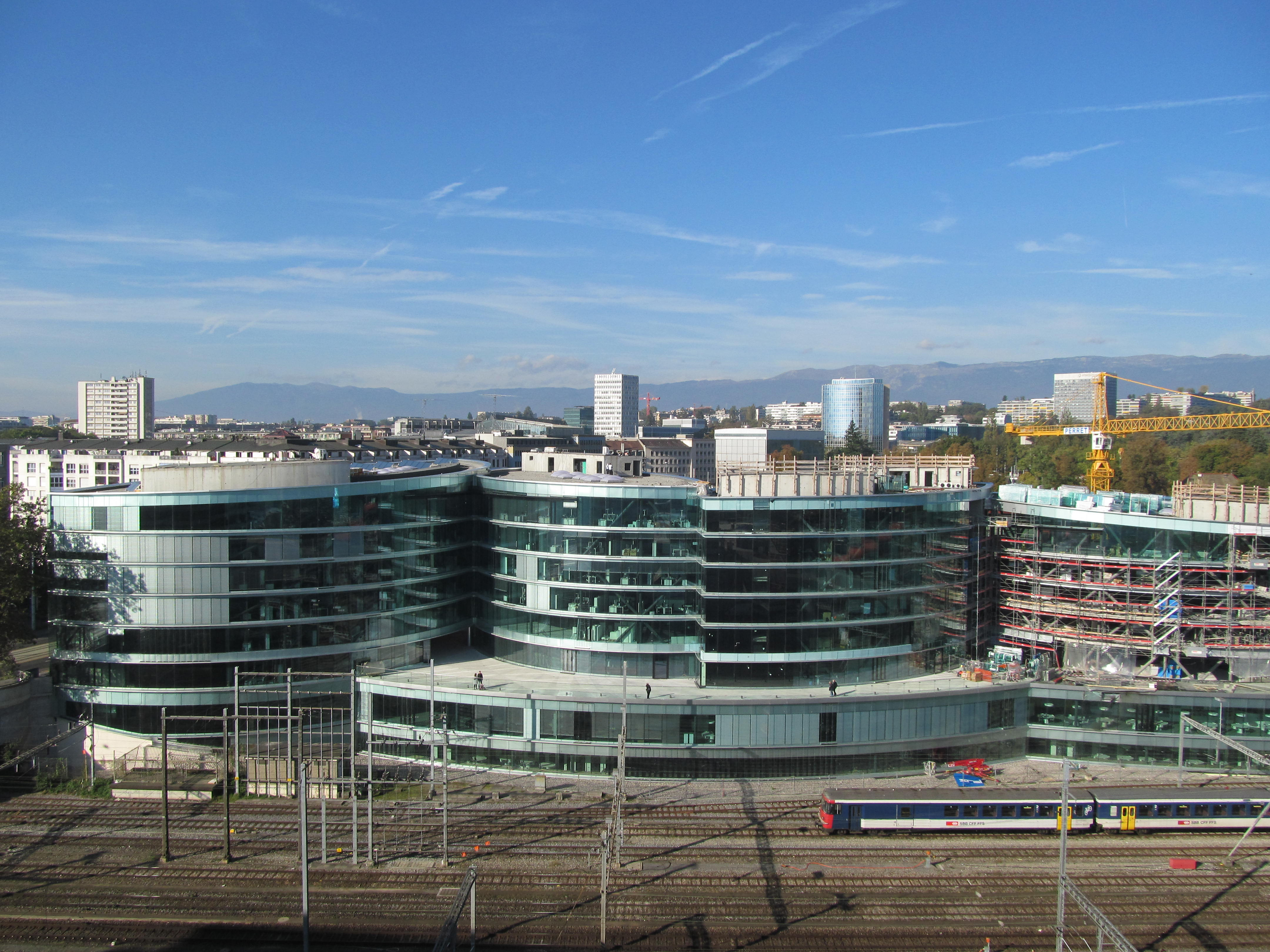
국제 연구 대학원

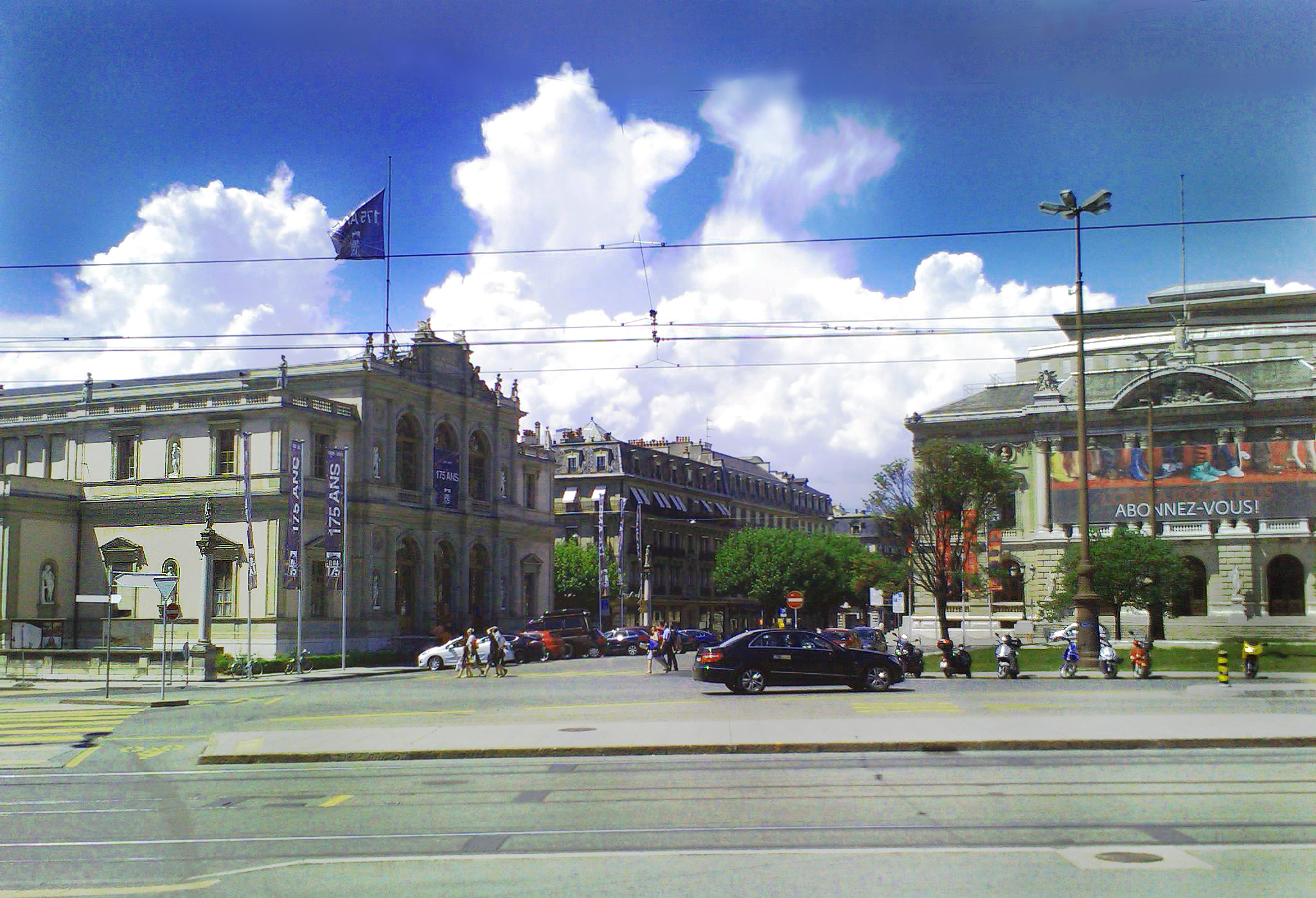
제네바 국립 고등음악원 (좌측)

제네바의 공립 학교 시스템에는 에꼴 프리메레(écoles primaires) (4-12세)와 순환 교육 (12-15세)이 있다. 학생들은 15세에 학교를 그만둘 수 있지만, 중등교육은 대학(15-19세)에서 제공하며, 그중 가장 오래된 대학은 세계에서 가장 오래된 공립학교 중 하나로 간주될 수 있는 칼뱅 대학이다. écoles de culture générale (15–18/19) 및 écoles proffonnelles (15–18/19). écoles professionalnelles는 견습의 일환으로 풀타임 과정과 시간제 학습을 제공한다. 제네바에는 또한 많은 사립학교가 있다.

2011년에는 인구의 89,244명(37.0%)이 비필수 고등교육을 이수했으며, 107,060명(44.3%)이 추가 고등교육(대학 또는 응용학문대학)을 마쳤다. 고등교육을 마친 107,060명 중 32.5%가 스위스 남성, 31.6%가 스위스 여성, 18.1%가 비스위스계 남성, 17.8%가 비스위스계 여성이었다.
2011-2012학년도 동안 제네바 학교 시스템(초등부터 대학까지)에는 총 92,311명의 학생이 있었다. 제네바주의 교육 시스템은 32,716명의 학생이 있는 8년제 초등학교이다. 중등학교 프로그램은 3년의 낮은 의무 교육 과정과 3년에서 5년간의 선택적 심화 과정으로 구성된다. 제네바에는 13,146명의 중학교 학생들이 학교에 다녔다. 10,486명의 시립 중고등학생과 10,330명의 전문적인 비대학 트랙 프로그램에 재학 중인 학생이 있었다. 추가로 11,797명의 학생들이 사립학교에 다니고 있었다.

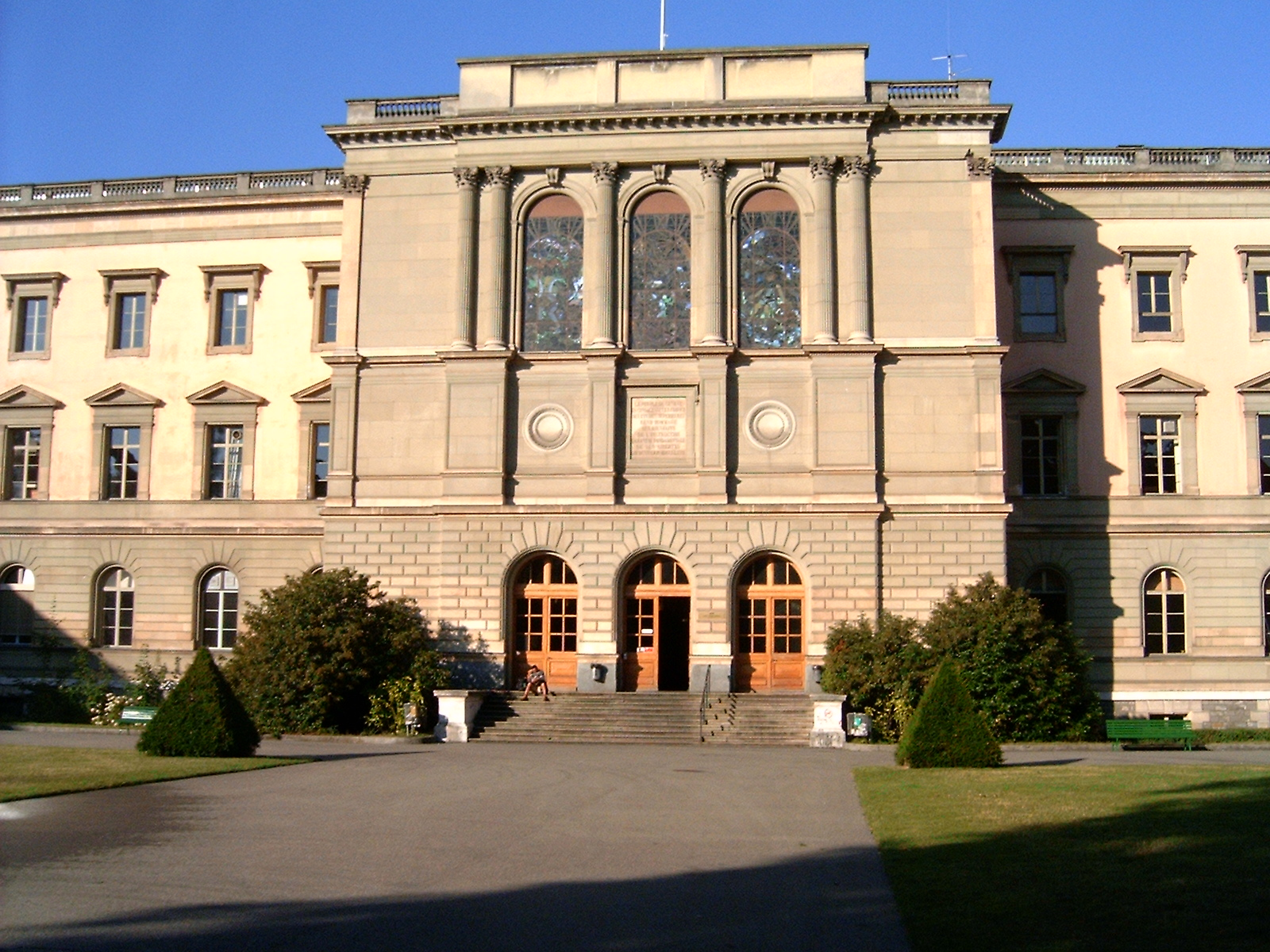
제네바 대학교

제네바는 약 16,500명의 학생들이 정기적으로 등록하는 제네바 대학교의 본거지이다. 1559년에 장 칼뱅은 신학적이고, 인본주의적인 신학교인 제네바 아카데미를 설립했다. 19세기에 아카데미는 교회와의 연결을 잃었고, 1873년에는 의학 교수진이 추가되면서 제네바 대학교가 되었다. 2011년에는 35번째 유럽 대학으로 선정되었다.
국제관계대학원(HEI, Institut universitaire de hautes études internationales)은 국제 관계를 가르치는 세계 최초의 학술 기관 중 하나이다. 인류학 및 사회학, 법학, 정치학, 역사학, 경제학, 국제 문제 및 개발 연구 분야에서 석사 및 박사 과정을 제공하는 유럽에서 가장 권위 있는 기관 중 하나이다.
세계에서 가장 오래된 국제학교는 국제 연맹과 함께 1924년에 설립된 제네바 국제학교이다. 1924년 국제연맹 직원 자녀들을 위해 설립된 세계 최초의 국제학교인 '에콜랭트(Ecolint)'라 불리는 제네바 국제학교가 설립되었다. 제네바 외교 국제 관계 대학은 펜테스성 부지에 위치한 사립대학교이다.
스위스에서 가장 오래된 역사를 자랑하는 명문 음악교육기관인 제네바 국립 고등음악원(Haute École de Musique de Genève) 이 1835년부터 제네바 중심지인 Place Neuve에 자리잡고 있다.
CERN은 아마도 가장 최근에 대형 강입자 충돌기에 대해 제네바의 교육 및 연구 시설로 가장 잘 알려져 있을 것이다. 1954년에 설립된 CERN은 유럽 최초의 합작 회사 중 하나였으며 세계 최대의 입자물리학 연구소로 발전해 왔다. 전 세계의 물리학자들이 CERN을 방문하여 물질을 연구하고 우주를 구성하는 근본적인 힘과 물질을 탐구한다.
제네바에는 5개의 주요 도서관인 제네바 시립 도서관, 사회복지대학교, 사회학연구소, 보건대학교, 제네바 공과대학교 및 예술 디자인 대학교가 있다. 2008년 기준으로 도서관에는 877,680권의 책이나 기타 매체가 있었고, 같은 해에 1,798,980권이 대출되었다.

## 교통

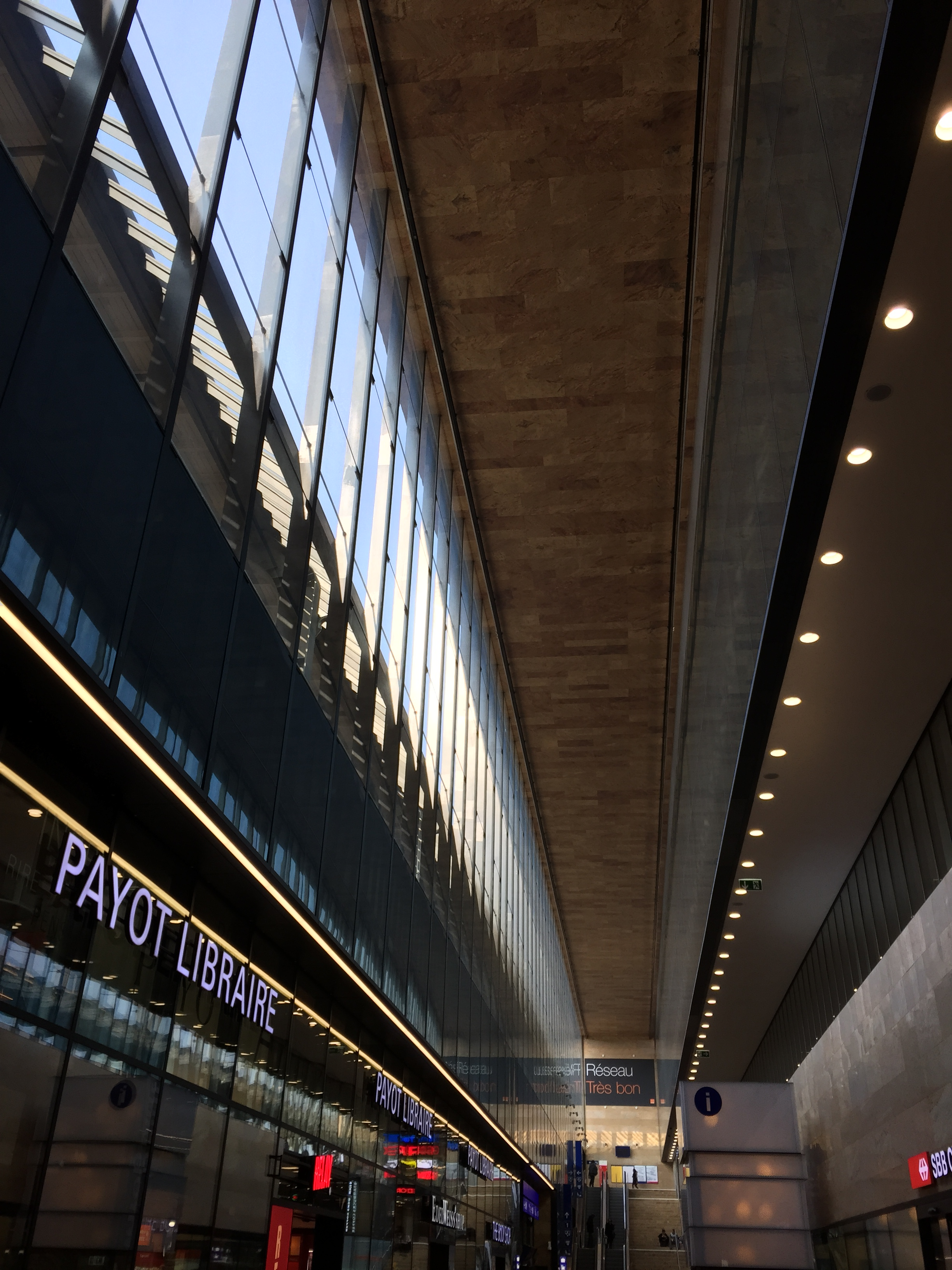
제네바역

도시는 제네바 공항에 의해 항공 교통으로 연결된다. 제네바 공항역을 통해 스위스 연방 철도 네트워크와 프랑스 SNCF 네트워크와 연결되며, 여기에는 TGV로 파리, 리옹, 마르세유 및 몽펠리에까지 연결된다. 제네바는 스위스(A1 고속도로)와 프랑스의 고속도로 시스템과 연결되어 있다.
대중 교통 버스, 무궤도 전차 또는 트램은 대중교통 제네부아에서 제공한다. 도심의 광범위한 적용 범위 외에도 네트워크는 주의 대부분의 지자체로 확장되며 몇 개의 노선은 프랑스까지 연결된다. 보트를 통한 대중교통은 도시 내 호수의 두 호반을 연결하는 무에트 제네부아스(Mouettes Genevoises)와 니옹, 이브와르, 토농, 에비앙, 로잔 그리고 몽트뢰와 같은 현대식 디젤 선박과 빈티지 외륜선을 모두 사용하여 더 먼 목적지를 제공하는 레만호 종합 항운에서 제공한다.
스위스 연방 철도가 운영하는 기차는 공항에서 코르나방 중앙역까지 6분 만에 연결된다. 지역 열차 서비스는 코페와 벨가르드를 향해 개발되고 있다. 도시 경계에서 2002년부터 제네바-세쉐롱(UN 및 식물원과 가까움) 및 랑시퐁루즈역이라는 두 개의 새로운 기차역이 문을 열었다.

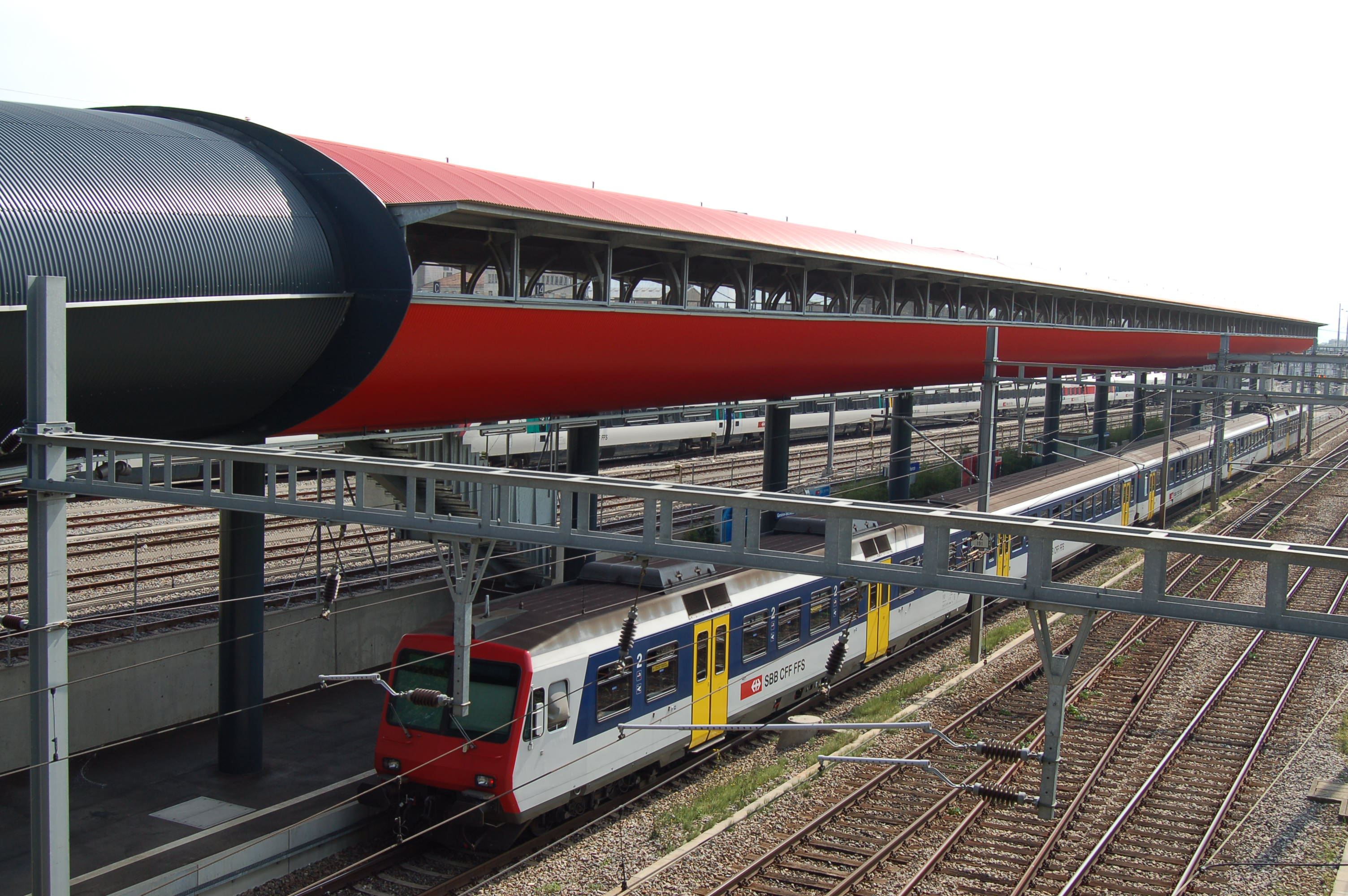
제네바 쎄쉐롱역

2011년에 CEVA 철도 프로젝트에 대한 작업이 시작되었다. 이 프로젝트는 1884년에 처음 계획되었으며, 이 프로젝트는 코르나방과 프랑스의 주립 병원, 오비브역과 안마스를 연결한다. 주요 기차역과 라 프라이어(La Praille)의 조차장 사이의 연결은 이미 존재한다. 거기에서 라인은 주로 병원과 오비브역까지 지하로 이어져 프랑스와 연결되는 기존 라인과 연결된다. 이 노선은 레만 익스프레스 지역 철도 네트워크의 일부로 2019년 12월에 완전히 개통되었다.
2013년 5월, 133명의 승객을 수용할 수 있는 시범 전기버스 시스템이 제네바 공항과 팔렉스포 사이에서 시작되었다. 이 프로젝트는 승객이 내리고 타는 동안 선택된 정류장에서 버스를 전기 "플래시" 충전하는 새로운 대중교통 시스템을 도입하는 것을 목표로 한다.
제네바에서 택시는 찾기 어려울 수 있으며, 특히 이른 아침이나 피크타임에 미리 예약해야 할 수 있다. 택시는 좌석 규정 때문에 아기와 어린이의 탑승을 거부할 수 있다.
제네바 중심부의 200개 거리를 자동차가 없는 거리로 만드는 야심찬 프로젝트가 2010년에 제네바주 당국의 승인을 받았고, 4년(2010-2014년)에 걸쳐 시행될 예정이었지만, 2021년 12월 현재 이 프로젝트가 진행 중이다. 아직 시작되지 않았다.

## 국제 기구

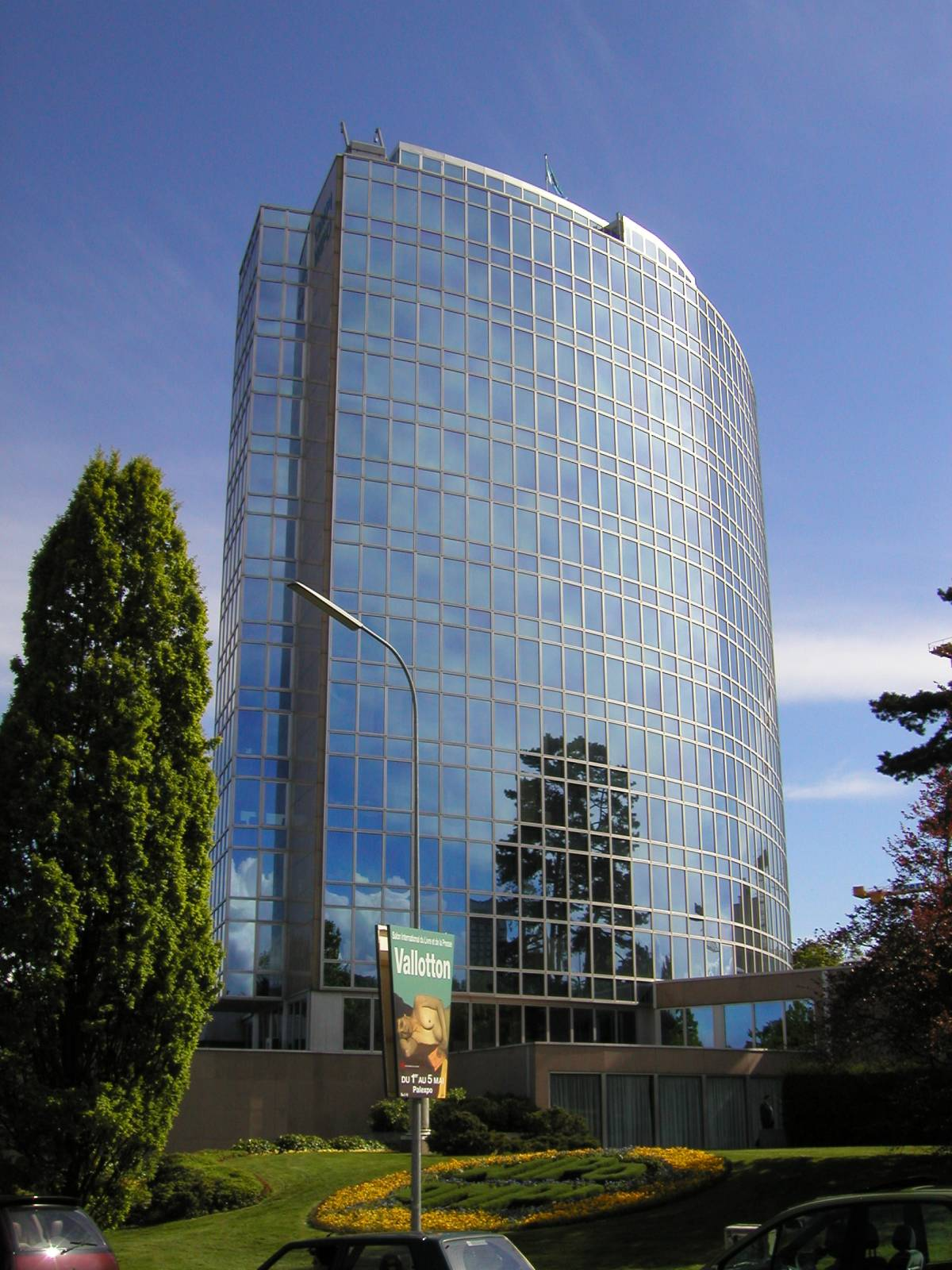
세계 지식 재산권 기구

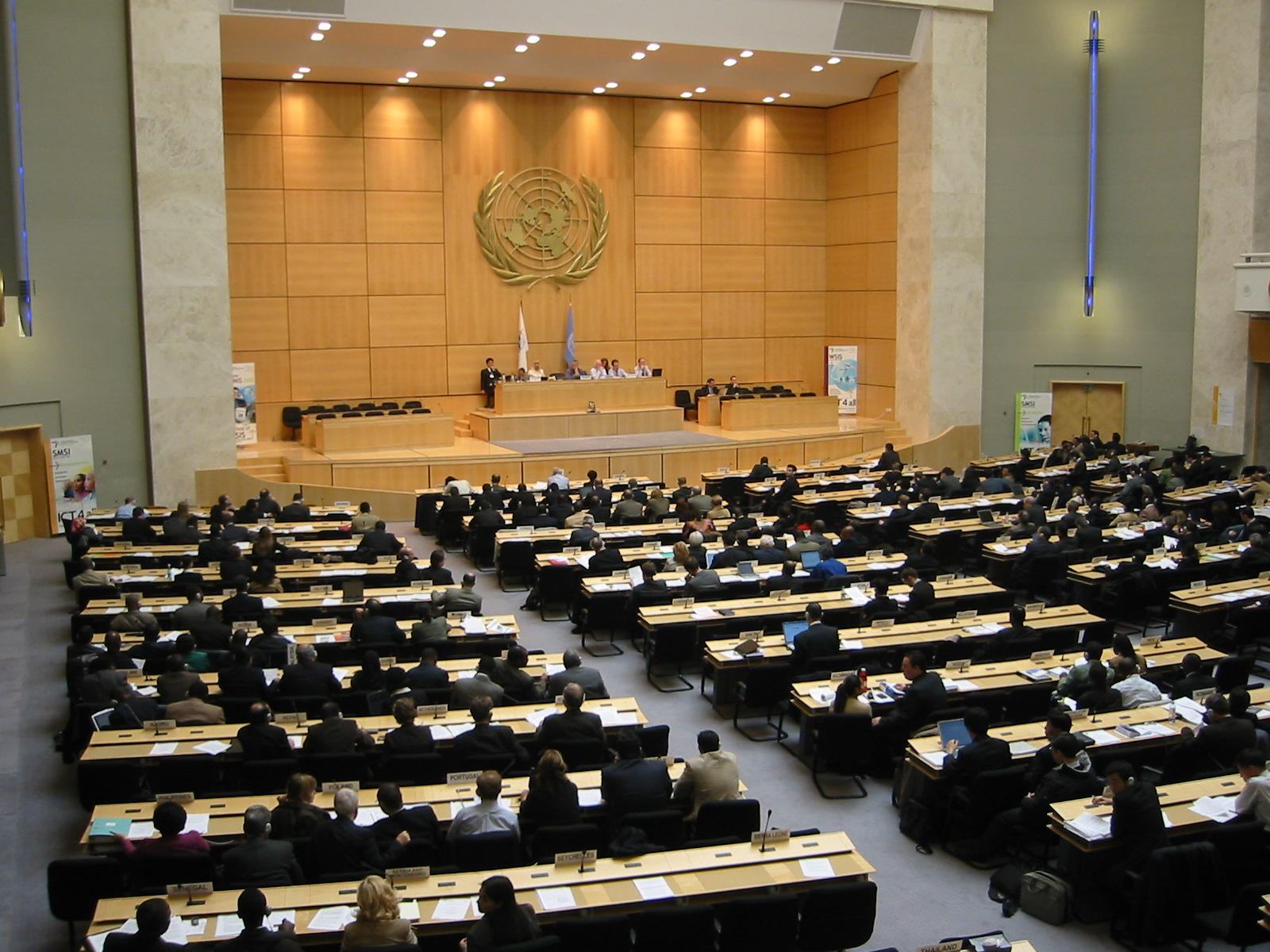
국제 궁전의 의회

제네바는 유엔의 유럽 본부이며, 이전 국제 연맹 본부에서 언덕 위의 국제 궁전 건물에 있다. 유엔 난민 기구, 유엔 인권 고등판무관 사무소, 세계보건기구, 국제노동기구, 국제전기통신연합, 국제 바칼로레아, 세계 지식 재산권 기구(WIPO) 등 여러 기관의 본부가 제네바에 있다.
제네바에는 유엔 기구 외에도 세계 무역 기구, 사우스 센터, 세계기상기구, 세계경제포럼, 국제이주기구, 국제 적십자사·적신월사 연맹와 국제 적십자 위원회 같은 정부 간 기구가 많이 있다.
평화의집(Maison de la Paix) 건물에는 스위스 연방이 지원하는 3개의 제네바 센터(국제 인도주의적 지뢰 제거 센터, 민주주의 군대 통제 센터, 제네바 보안 정책 센터)와 현장에서 활동하는 기타 조직(평화, 국제 문제 및 지속 가능한 개발)이 있다.
유럽 수준의 조직에는 유럽 방송 연맹(EBU)과 세계 최대 입자 물리학 연구소인 CERN(유럽 핵 연구 기구)이 있다.
제네바 환경 네트워크(GEN)는 제네바 그린 가이드, 환경 보호 및 지속 가능한 개발을 위해 일하는 제네바에 기반을 둔 글로벌 조직의 광범위한 목록을 발행한다. 스위스 정부, 지속 가능한 개발을 위한 세계 기업 위원회, 유엔 환경 계획 및 국제 자연 보전 연맹이 공동으로 운영하는 웹사이트에는 NGO, 기업, 정부와 유엔이 협력하는 방법에 대한 설명이 포함되어 있다. 그렇게 함으로써, 제네바가 왜 그렇게 많은 NGO와 UN 기구에 의해 본부의 위치로 선택되었는지 설명하려고 한다.
세계 스카우트 연맹과 세계 스카우트 사무국 중앙 사무소는 제네바에 본부를 두고 있다.